# Cherry (luchadora japonesa)
Cherry (en japonés: チェリー, Cherī) (Saitama, 14 de mayo de 1974) es una luchadora profesional japonesa conocida por su paso como artista independiente por las promociones DDT Pro-Wrestling y Pro Wrestling Wave.

## Carrera profesional

### Circuito independiente (2005-presente)
Cherry es conocida por haber competido en muchas promociones durante su carrera. Entró en el ring con World Wonder Ring Stardom en el evento Stardom Season 9 Goddesses In Stars, que se celebró el 27 de octubre de 2012, donde hizo equipo con Act Yasukawa y Hikaru Shida en un esfuerzo perdedor ante Kimura Monster-gun (Alpha Female, Hailey Hatred y Kyoko Kimura). Trabajó en un par de combates para Shimmer Women Athletes, uno de ellos tuvo lugar en SHIMMER Volume 112 el 31 de marzo de 2019, donde desafió sin éxito a Dash Chisako, Ashley Vox y Kiera Hogan en un combate a cuatro bandas. Cherry compitió en el Hana Kimura Memorial Show, un evento promovido por Kyoko Kimura para conmemorar un año del fallecimiento de su hija Hana el 23 de mayo de 2021, donde participó en un All-Star battle royal de 28 personas en el que también participaron luchadores populares como Jun Kasai, Jinsei Shinzaki, Gabai Jichan, Cima, Masato Tanaka, Super Delfín y Yuko Miyamoto, entre otros.

### DDT Pro-Wrestling (2004-presente)
En 2004, Cherry debutó como luchadora profesional en el Non-Fix 6/16 In Kitazawa Town Hall, un evento promovido por DDT Pro-Wrestling el 16 de junio de 2004, donde formó equipo con Mineo Fujita para derrotar a Masahiro Takanashi y Showa-ko en un combate por equipos mixtos.
Cherry también participó en la serie de eventos Peter Pan, apareciendo principalmente en combates de reglas rumble. Ella marcó su primera aparición en Ryōgoku Peter Pan 2011 el 24 de julio, donde participó en un ironman rumble rules match que también involucró a Tsuyoshi Kikuchi, Yuzuki Aikawa, Daisuke Sasaki y otros. En Ryōgoku Peter Pan 2013 el 18 de agosto, ella se asoció con Masahiro Takanashi y Saki Akai para derrotar a Hiroshi Fukuda, Yoshiko y Hikaru Shida. En el Ryōgoku Peter Pan 2016, el 28 de agosto, compitió en un combate con reglas de rumble por el Ironman Heavymetalweight Championship en el que también participaron Guanchulo, Joey Ryan, Reika Saiki, Kenzo Suzuki y otros. En el Ryōgoku Peter Pan 2017, el 20 de agosto, Cherry compitió en un combate con reglas de rumble por el Ironman Heavymetalweight Championship en el que también participaron el ganador Yuu, Yuka Sakazaki, Mizuki, Yuna Manase o Miyu Yamashita.
Participó en eventos emblemáticos de DDT como Into The Fight. El último evento de la serie en el que compitió fue Into The Fight 2017 el 19 de febrero, en el que formó equipo con Michael Nakazawa, Masahiro Takanashi y Tomomitsu Matsunaga en un esfuerzo perdedor contra T2Hii (Sanshiro Takagi, Toru Owashi y Kazuki Hirata) y Saki Akai en un combate por equipos de ocho personas.
Otro evento popular de la DDT en el que participó fue Judgement. Su primer combate en este evento tuvo lugar en el DDT 8th Anniversary: Judgement 9, el 27 de marzo de 2005, donde cayó ante Masahiro Takanashi. En Judgement 2016: DDT 19th Anniversary el 21 de marzo, compitió en un battle royal con reglas de rumble para tener la oportunidad de desafiar en cualquier momento el Campeonato de Peso Abierto de KO-D en el que también participaron Ryuichi Sekine, Ken Ohka, Soma Takao y otros. En Judgement 2017: DDT 20th Anniversary, del 20 de marzo, hizo equipo con Aja Kong y Miyu Yamashita, perdiendo contra Saki Akai, Meiko Satomura y Shoko Nakajima en un tag team match de seis mujeres. El último evento en el que compitió fue Judgement 2018: DDT 21st Anniversary del 25 de marzo, donde hizo equipo con Tomomitsu Matsunaga, Hoshitango, Mad Paulie y Gota Ihashi para derrotar a Mizuki Watase, Rekka, Gran MilliMeters (Daiki Shimomura y Nobuhiro Shimatani) y Takato Nakano.

### Oz Academy (2007-2019)
Cherry hizo apariciones esporádicas en Oz Academy durante un largo periodo de tiempo. Participó en un gauntlet match que enfrentó a medio centenar de luchadoras en el OZ Academy/Manami Toyota Produce Manami Toyota 30th Anniversary, el show de retiro de Manami Toyota producido el 3 de noviembre de 2017, en el que se fue en un empate de un minuto con límite de tiempo contra Toyota. En OZ Academy Come Back To Shima!, del 26 de mayo de 2019, participó en un battle royal de 13 mujeres en el que también participaron Mayumi Ozaki, Rina Yamashita, Sonoko Kato, Hiroyo Matsumoto y Himeka Arita, entre otras. Su último combate allí tuvo lugar en OZ Academy MIYAKO Again el 4 de noviembre de 2019, donde cayó ante Tsubasa Kuragaki.

### Pro Wrestling Wave (2007-presente)
Cherry es conocida por su larga permanencia en Pro Wrestling Wave. En WAVE The Virgin Mary Reina De Reinas 2012, un evento promovido durante la relación entre la promoción y Lucha Libre AAA Worldwide el 27 de noviembre, formó equipo con Shuu Shibutani, perdiendo ante Makoto y Moeka Haruhi, Hikaru Shida y Nagisa Nozaki, Ryo Mizunami y Yuu Yamagata, y Aya Yuuki y Sawako Shimono en un combate a cinco bandas.
Participó en el torneo Catch the Wave, debutando en la edición de 2009, donde se colocó en el bloque "Cómico", consiguiendo un total de tres puntos tras competir contra Bullfight Sora, Gami y Ran Yu-Yu. En la edición de 2010, formó parte del bloque "Rival", consiguiendo un total de cinco puntos tras competir contra Ayumi Kurihara, Asami Kawasaki, Shuu Shibutani y Moeka Haruhi. En la edición de 2011, se colocó en el bloque "Visual", consiguiendo un total de tres puntos tras competir contra Toshie Uematsu, Tomoka Nakagawa, Kana y Ryo Mizunami. En la edición de 2012, tras situarse en el bloque "Black Dahlia", consiguió cuatro puntos tras enfrentarse a dos nuevas oponentes, Yumi Ohka y Misaki Ohata. En la edición de 2013, compitió en el bloque "Slender", obteniendo un total de seis puntos tras enfrentarse a Syuri, Arisa Nakajima, Mio Shirai y otras.

## Campeonatos y logros
- DDT Pro-Wrestling
  - Fly To Everywhere World Championship (3 veces)[25]
  - Ironman Heavymetalweight Championship (22 veces)[26]
  - SGP Global Junior Heavyweight Championship (1 vez)[27]
- Ice Ribbon
  - Triangle Ribbon Championship (2 veces)[28]
  - WUW World Underground Wrestling Women's Championship (1 vez)[29]
- Pro Wrestling Wave
  - Wave Tag Team Championship (2 veces) – con Kaori Yoneyama (1) y Shuu Shibutani (1)
- Pure-J
  - Daily Sports Women's Tag Team Championship (1 vez) – con Leon